# Грб Новог Београда
Велики грб садржи обрнуте рашље као приказ улива Саве у Дунав. Стари Београд приказан је својим грбом у дну, а новонасељена подручја преко река белим скраћеним штаповима у црвеном. Држачи грба су ластавице као симбол новог насељавања, које држе заставе Београда и Новог Београда. Златна зидана круна са четири мерлона знак је великог места.

## Блазон
Опис основног грба:
У црвеном између две групе од по три сребрне картице (свака група 2+1) исти такав витао испуњен плавим пољем на коме се из стопе издиже ескарпирано црвено брдо, а на врху брда сребрна каменом озидана београдска тврђава са две куле мотриље, свака са по једним црним прозором, на угловима, лучне капије отворене пољем и круништем са 2 + 2/2 видљива мерлона, и са двоспратном кренелисаном и каменом озиданом кулом на којој се на сваком спрату виде по два црна прозора.
Опис средњег грба:
У црвеном између две групе од по три сребрне картице (свака група 2+1) исти такав витао испуњен плавим пољем на коме се из стопе издиже ескарпирано црвено брдо, а на врху брда сребрна каменом озидана београдска тврђава са две куле мотриље, свака са по једним црним прозором, на угловима, лучне капије отворене пољем и круништем са 2 + 2/2 видљива мерлона, и са двоспратном кренелисаном и каменом озиданом кулом на којој се на сваком спрату виде по два црна прозора. Штит је крунисан златном бадемском круном са четири видљива мерлона.
Опис великог грба:
У црвеном између две групе од по три сребрне картице (свака група 2+1) исти такав витао испуњен плавим пољем на коме се из стопе издиже ескарпирано црвено брдо, а на врху брда сребрна каменом озидана београдска тврђава са две куле мотриље, свака са по једним црним прозором, на угловима, лучне капије отворене пољем и круништем са 2 + 2/2 видљива мерлона, и са двоспратном кренелисаном и каменом озиданом кулом на којој се на сваком спрату виде по два црна прозора. Штит је крунисан златном бадемском круном са четири видљива мерлона. Држачи штита су две природне ластавице (Hirundo domestica) у лету. Са златом окованих копаља постављених вертикално штита ии држача вију се у поље златним ресама оперважене заставе: Београда (десно) и Градске општине (лево). У дну грба је трака исписана плавим НОВИ БЕОГРАД.

## Употреба
Грб усвојен 27.7.2003.

## Историја
Извршни одбор Скупштине општине Нови Београд донео је одлуку да распише јавни конкурс за идејно решење новог амблема општине у јануару 1996. године. Истакнуто је да постојећи амблем, који се користи још од 1968. године нема одговарајуће одлике и не представља у потпуности општину. Скупштина општине основала је комисију за израду грба крајем фебруара 1996. године, а конкурс је трајао до 13. маја исте године. Речено је да ће резултати бити представљени 20. маја, а најуспешније решење биће понуђено Скупштини општине на усвајање. Међутим, овај конкурс није успео, јер ниједно од пет понуђених резултата није задовољавало критеријуме комисије.
Нови грб Градске општине Нови Београд коначно је усвојен у јулу 2003. године, и то је грб који општина користи и данас.

### Књиге и научни чланци
- Ацовић, Драгомир М. (2000). Грбови града Београда. Београд: Српска књижевна задруга.
- Ацовић, Драгомир М. (2008). Хералдика и Срби. Београд: Завод за уџбенике.  152135692

### Правна регулатива
- „Статут градске општине Нови Београд (пречишћен текст)” (PDF). Службени лист града Београда 3/11. 16. 2. 2011. стр. 7—20.
- „Одлука о употреби и заштити грба и заставе општине Нови Београд” (PDF). Службени лист града Београда 20/03. 24. 7. 2003. стр. 727—729.